# MLB 1901
Die MLB-Saison 1901 war die erste Saison der modernen Ära der Major League Baseball (MLB), die mit Gründung der American League (AL) begann. Erster Sieger der AL wurden die Chicago White Stockings, siegreiches Team der National League die Pittsburgh Pirates. Da die World Series, bei der Sieger der AL und NL aufeinandertreffen, erst zwei Jahre später eingeführt wurde, gab es 1901 noch keinen Champion der MLB. Das ligaübergreifend statistisch beste Team waren aber die Pirates aus der National League.

## Ergebnis zum Saisonende
| Pos | Franchise               | W  | L  | %      | GB  |
| --- | ----------------------- | -- | -- | ------ | --- |
| 1   | Chicago White Stockings | 83 | 53 | 61,0 % | —   |
| 2   | Boston Americans        | 79 | 57 | 58,1 % | 04  |
| 3   | Detroit Tigers          | 74 | 61 | 54,8 % | 08½ |
| 4   | Philadelphia Athletics  | 74 | 62 | 54,4 % | 09  |
| 5   | Baltimore Orioles       | 68 | 65 | 51,1 % | 13½ |
| 6   | Washington Senators     | 61 | 72 | 45,9 % | 20½ |
| 7   | Cleveland Bluebirds     | 54 | 82 | 39,7 % | 29  |
| 8   | Milwaukee Brewers       | 48 | 89 | 35,0 % | 35½ |

| Pos | Franchise             | W  | L  | %      | GB  |
| --- | --------------------- | -- | -- | ------ | --- |
| 1   | Pittsburgh Pirates    | 90 | 49 | 64,7 % | —   |
| 2   | Philadelphia Phillies | 83 | 57 | 59,3 % | 07½ |
| 3   | Brooklyn Superbas     | 79 | 57 | 58,1 % | 09½ |
| 4   | St. Louis Cardinals   | 76 | 64 | 54,3 % | 14½ |
| 5   | Boston Beaneaters     | 69 | 69 | 50,0 % | 20½ |
| 6   | Chicago Orphans       | 53 | 86 | 38,1 % | 37  |
| 7   | New York Giants       | 52 | 85 | 38,0 % | 37  |
| 8   | Cincinnati Reds       | 52 | 87 | 37,4 % | 38  |

W = Wins (Siege), L = Losses (Niederlagen), % = Winning Percentage, GB = Games Behind (Rückstand auf Führenden: Zahl der notwendigen Niederlagen des Führenden bei gleichzeitigem eigenen Sieg) 